# Cshö Rjonghe
Cshö Rjonghe (Sincshon (Sinch'ŏn), 1950. január 15. – ) észak-koreai politikus és katonatiszt, aki jelenleg a Legfelsőbb Népi Gyűlés Állandó Bizottságának elnöke és az Államügyek Bizottságának első alelnöke, mindkét tisztséget 2019 áprilisa óta tölti be. 2019 áprilisától az első tisztség betöltése miatt Észak-Korea államfőjének tekintették, mielőtt az ország alkotmányát módosították, és ezt a pozíciót átadták az Államügyek Bizottságának elnökének, Kim Dzsongunnak.
Emellett tagja a Politbüro Elnökségének és a Koreai Munkapárt (KMP) alelnöke. Kim Dzsongun legfelsőbb vezető katonai helyetteseként is szolgált. Emellett ő Kim Jodzsong az apósa.

## Fiatalkora
Cshö Rjonghe (Ch'oe Ryong-hae) 1950. január 15-én született Sincshon (Sinch'ŏn)ban, Dél-Hvanghe (Hwanghae) tartományban Cshö Rjonghe gyermekeként, aki gerillaként harcolt Kim Ir Szen oldalán, majd Észak-Korea védelmi minisztere volt. Mint ilyen, Cshö-t második generációs forradalmárnak tekintik, aki kiváltságos háttérrel rendelkezik. 1967-ben csatlakozott a Koreai Néphadsereghez, majd a Kim Ir Szen Egyetemen politikai és gazdasági szakértőként végzett.

## Pályafutása
Cshö politikai karrierje az 1970-es években kezdődött, amikor a Koreai Munkáspárt (KMP) politikai oktatójaként dolgozott a Kim Ir Szen Egyetemen. Az 1980-as években a Koreai Szocialista Dolgozó Ifjúság Ligájának vezető tagja volt, 1981-től alelnöke, 1986-tól elnöke; amikor 1996-ban a Ligát Kim Ir Szen Szocialista Ifjúsági Ligává alakították át, őt nevezték ki első titkárnak. 1986-ban a Legfelsőbb Népi Gyűlés képviselőjévé, az Legfelsőbb Népi Gyűlés Elnökségének tagjává és a KMP Központi Bizottságának teljes jogú tagjává is megválasztották. Az 1990-es években a Koreai Népi Demokratikus Köztársaság Labdarúgó Szövetségét és a Koreai Ifjúsági Taekwando Szövetséget is vezette. 1993-ban megkapta a KNDK Hőse címet. 1998 januárjában, a liga központi bizottságának 14. plenáris ülésén (1998 januárjában) hivatalosan "betegsége miatt" Ri Il-hwan váltotta fel az Ifjúsági Liga első titkáraként. Ez valójában azért történt, mert a párt rutinszerű ellenőrzései során kiderült, hogy fémhulladékot adott el külföldi vevőknek hivatalos engedély nélkül. Kivégzés fenyegette, de Kim Gjonghi, Kim Dzsongil akkori vezető húga közbelépett, hogy megmentse az életét.
Miután munka általi átnevelésnek nézett elébe, Cshö a KMP Központi Bizottsága Általános Ügyek Osztályának igazgatóhelyettese, majd 2006-tól 2010-ig a Hwanghae tartományi pártbizottság főtitkára volt. 2010 szeptemberében, a Koreai Munkapárt 3. konferenciáján a Koreai Néphadsereg tábornokává, valamint a KMP titkárságának és Központi Katonai Bizottságának tagjává és a Politbüro póttagjává léptették elő. Emellett katonai ügyekért felelős titkárrá is kinevezték.
Cshö nem kapott különösebb figyelmet a nyilvánosságban Kim Dzsongil főtitkár 2011 decemberében bekövetkezett haláláig. Cshö-t ekkor kulcsfontosságú eszköznek tekintették Kim Dzsongun vezetésének biztosításában. 2012 áprilisában fontos előléptetéseket kapott: marsallhelyettes, a KMP Politikai Hivatal Elnökségének tagja, a Központi Katonai Bizottság alelnöke, a Koreai Néphadsereg Általános Politikai Irodájának igazgatója és a Nemzeti Védelmi Bizottság (NVB) tagja lett, nagyrészt betöltve a Jo Myong-rok halála miatt betöltetlenül maradt posztot, és Kim Dzsongun hatalmi közvetítőjeként működött.
Cshö-t, akit Csang Szongthek pártfogoltjának tartanak, Kim Dzsongun azon tervének részének tekintik, hogy visszaállítsa a párt ellenőrzését a hadsereg felett, miután azt Kim Dzsongil megdöntötte, különösen Ri Jongho alvezér elbocsátása után. Valójában Cshö nem rendelkezik erős katonai háttérrel, és úgy tűnik, támogatja a katonák alkalmazását a polgári létesítmények építéséhez. A Chosun Ilbo jelentése szerint egy diplomáciai forrás szerint Cshö a Szocialista Ifjúsági Liga tagjait nevezi ki kulcsfontosságú katonai posztokra, és "átvette az irányítást a hadsereg által működtetett különböző vállalkozások felett, ezzel elveszítette a bizalmat és a lojalitást a katonák körében." Cshö ellenőrzései az egyetlenek Kim Dzsongun és a miniszterelnök mellett, amelyekről az állami média országszerte beszámolt.
2012 decemberére Cshö-t alvezérből tábornokká fokozták le, mivel a Kim Dzsongil halálának első évfordulója alkalmából december 16-án tartott országos gyűlésen és a Kumsusan Nappalota avatási ünnepségén a Koreai Néphadsereg tábornokaként szerepelt, bár a sikeres Kwangmyŏngsŏng-3 egység 2. indítását ünneplő december 14-i gyűlésen a Koreai Néphadsereg alvezéri jelvényét viselte. Ez egybeesett volna Hjon Jong-csol ugyanilyen rangra való lefokozásával és Kim Dzsong-gak védelmi miniszteri posztjáról való eltávolításával, és lehet, hogy ez a hadsereg növekvő elégedetlenségének a következménye Cshö hivatali ideje alatt. 2013 februárjában Cshö-t megmagyarázhatatlanul ismét az alvezéri jelvényt viselve látták egy találkozón, és ő lett Kim Dzsongun különleges megbízottja a stratégiai partner Kínában.
Cshö-t 2014 áprilisában az NVB első számú alelnökévé nevezték ki, látszólag megerősítve ezzel a második számú pozícióját, de a KMP politbürojának vezetőjeként az újonnan kinevezett Hvang Bjongszo marsall-helyettes váltotta fel, és mindössze öt hónap után hivatalosan lefokozták az NVB-ből, ezzel véget vetve részvételének a katonai ügyekben. Az észak-koreai hírügynökség később arról számolt be, hogy a munkaszervezetekért felelős párttitkár és az Állami Testkultúra és Sport Irányító Bizottság elnöke volt - ezt a tisztséget korábban Csang Szongthek töltötte be -, majd egy dél-koreai delegáció tagja volt, hogy részt vegyen az Ázsiai Játékok záróünnepségén. Október végén visszahelyezték az elnökségi pozíciójába is, majd végül a következő év februárjában lefokozták onnan, bár továbbra is a Politbüro magas rangú tagja maradt. A jelentések szerint arroganciája és az elit körében kialakult rossz megítélése volt az oka a lefokozásának. A 2016. májusi 7. pártkongresszuson azonban újraválasztották elnökségi tagnak.
2014 novemberében Cshö elhozta Kim Dzsongun levelét Vlagyimir Putyinnak.
Cshö második fiáról, Cshö Szongról 2015 januárjában jelentették, hogy 2014 végén feleségül vette Kim Dzsongun húgát, Kim Jodzsongot.
2017-ben Cshö-t a párt Központi Katonai Bizottságának tagjává nevezték ki.
2017 októberében kinevezték a Szervezési és Irányítási Osztály (SZIO) igazgatójává. Kinevezése előtt az SZIO-t sokáig vagy hivatalosan, vagy informálisan a Kim család tagjai vezették. Közvetlen elődje Kim Dzsongun volt.
2019 áprilisában a Legfelsőbb Népi Gyűlés Elnökségének elnöke lett.

## Szankciók
2018 decemberében az Egyesült Államok Külügyminisztériuma és a Külföldi Vagyonellenőrzési Hivatal szankciókat vezetett be Cshövel és két másik észak-koreai tisztviselővel szemben az emberi jogok feltételezett megsértése és az államilag támogatott cenzori tevékenység miatt.

## Magánélet
Cshö-nek állítólag 2 fia és 1 lánya van.